# André Pilling
André Pilling (* 1973 in Oberhausen, Rheinland) ist ein deutscher Architekt, Unternehmer und Autor von Fachbüchern. Er ist alleiniger geschäftsführender Gesellschafter der POS4 Architekten Generalplaner GmbH (Düsseldorf) und geschäftsführender Gesellschafter der DEUBIM GmbH (Düsseldorf). Schon früh befasste er sich mit Fragen der digitalen Transformation in der Bau- und Immobilienwirtschaft und erkannte die Chancen des Building Information Modeling (BIM) für zeitgemäßes, nachhaltiges und kosteneffizientes Planen, Bauen und Betreiben von Immobilien.

## Leben
André Pilling wurde 1973 in Oberhausen als Sohn eines Bauingenieurs und Bauträgers geboren. Schon im Kindesalter plante er mit Vorliebe Häuser auf dem Zeichenblock, die er abends dem Vater zur Kalkulation vorlegte. Später beförderten Praktika während der Schulferien auf den Baustellen des väterlichen Betriebs und in einem befreundeten Architekturbüro seinen Kindheitstraum, selbst Architekt und Baumeister zu werden.
1992 erfolgte der Einstieg dazu mit der Aufnahme eines Studiums an der Fakultät für Bauingenieurwesen an der RWTH Aachen. Im Jahr darauf wechselte er an die Fachhochschule Düsseldorf, die heutige Peter Behrens School of Arts, und studierte Architektur. 1999 schloss er das Studium mit einer „sehr gut“ bewerteten Diplom-Hauptprüfung ab. Der interdisziplinäre und ganzheitliche Ansatz der Peter Behrens School of Arts bei der Verbindung von Städtebau, Architektur und Innenarchitektur war prägend für viele Arbeiten Pillings (z. B. beim Aquapark Oberhausen) mit hohem gestalterischen Anspruch in der äußeren Form wie in der innenarchitektonischen Ausgestaltung. Seit 2001 ist Pilling in der Architektenrolle der Architektenkammer Nordrhein-Westfalen eingeschrieben.
Als Autor wurde Pilling in der Fachwelt vor allem durch seine vom Deutschen Institut für Normung (DIN) im Beuth Verlag herausgegebenen Standardwerke BIM – Das digitale Miteinander, Planen, Bauen und Betreiben in neuen Dimensionen und Das neue Bauen mit BIM und Lean bekannt. Schwerpunkte seiner Tätigkeit als Architekt und Generalplaner sind Schwimmbäder, Sportstätten, Handelsimmobilien und Wohnungsbau in Deutschland sowie in den Niederlanden und in Belgien.
Pilling lebt heute bei Düsseldorf, hat jedoch mit einer Reihe von Großprojekten das Bild seiner Heimatstadt Oberhausen nachhaltig geprägt. Unter anderem realisierte er dort 2009 mit dem AquaPark Oberhausen ein Sport- und Freizeitbad mit Thematisierung des Bergbaus, außerdem 2008 nach einem irreparablen Tornadoschaden den Neubau eines innerstädtischen Schul- und Vereinsbades, des Hallenbades Oberhausen, und das innerstädtische Fachmarktzentrum Sterkrader Tor (2007).

## Bauten/Projekte

### Sport und Bäder (Auszug)
- Hallenbad Oberhausen[8](2008): Neubau eines Schul- und Vereinsbades mit 25-Meter-Sportbecken, Springerbecken, Lehrschwimmbecken und Kleinkindbereich.
- Aquapark Oberhausen[6] (2009): Neubau eines thematisierten Familien- und Freizeitbades in Anlehnung an die Bergbaugeschichte des Ruhrgebiets mit Freizeitbecken, Schwimmkanal und Erlebniswelt, 25-Meter-Sportbecken mit Sprunganlage und Hubanlage, 25 m-Schul- und Vereinsbecken, Fit- und Funpool, Kinderland, Rutschenanlage mit Black Hole und X-Tube, Außenbecken, diverse Gastronomiebereiche und öffenbare Kuppel mit 40 Metern Durchmesser
- Oversum-Vital Resort in Winterberg (2012): Neubau eines Gesundheits- und Badeparks mit angegliedertem 4-Sternehotel-, örtlicher Touristeninformation und Veranstaltungshalle. Zum Badepark zählen unter anderem 25-Meter-Sportbecken, Lehrschwimmbecken und Kleinkindbereich, Saunaanlage mit Freizeitbecken und Physiotherapiebereich sowie ein Außenbecken als Infinity Pool.
- Zwembad de Vrolijkheid in Zwolle (NL) (2012): Neubau eines Sport- und Freizeitbades mit zwei 25-Meter-Sportbecken inklusive Gästetribüne mit ca. 200 Sitzplätzen, Freizeitbecken mit Schwimmkanal, Lehrschwimmbecken, Kleinkindbereich und Rutschenanlage, Whirlpool, Gastronomie und Vereinsräumen
- De Waterkanten in Lisse (NL) (2015): Neubau eines thematisierten Sportkomplexes mit Dreifach-Sporthalle, zwei Gymnastikhallen, Schwimmbad und Tiefgarage, Freizeitbecken mit Schwimmkanal und Erlebniswelt in Kombination mit Lehrschwimmbecken mit Hubboden, 25-Meter-Schul- und Vereinsbecken mit Hubboden, Tribüne, Kinderland, Rutschenturm, Außenterrasse, Gastronomie- und Vereinsbereich
- De Soeverein-Sport-Centre in Lommel (B) (2018): Neubau eines Sport- und Freizeitkomplexes mit 25-Meter-Sportbecken, Lehrschwimmbecken, einem zweigeteilten Spielbecken, Wellnessbereich mit Saunalandschaft und Whirlpool sowie großzügigen Umkleidebereichen; außerdem vier Hallen- und acht Außen-Tennisplätze, Spraypark, Club- und Verwaltungsgebäude
- Hallenbad in Werdohl[9] (2019): Neubau eines Hallenbades mit 25-Meter-Variobecken, halbflächigem Hubboden, Sprungbrett sowie Einzel-, Familien- und Sammelumkleiden mit Sommerzugang zum Freibad
- Bürgerbad Handorf in Münster[10] (2021): Neubau mit 25-Meter-Sportschwimmbecken, Lehrschwimmbecken mit Gewöhnungstreppe; Kinderbereich mit Becken, Rutsche; Umkleiden sowie Foyer und Verwaltung für Bad und Betreiberverein einschließlich der Außenanlagen
- Gartenhallenbad in Waldbröhl[11] (2021): Um- und Anbau des Hallenbads an der Vennstraße mit 25-Meter-Becken, Lehrschwimmbecken, Kinderbecken, Einzel-, Familien- und Sammelumkleiden
- Blütenbad in Leichlingen[12](2023): Deutschlands erstes durch die Deutsche Gesellschaft für das Badewesen e. V. (vgl. Weblinks) als „nachhaltig“ zertifiziertes Schwimmbad; Zum Blütenbad zählen unter anderem ein 25-Meter-Sportbecken, ein Lehrschwimmbecken mit Hubboden, Planschbecken mit Spraypark und ein Saunabereich.
- Sportkomplex Mohnweg in Bergisch Gladbach (Fertigstellung für 2025 geplant): Neubau eines Sportkomplexes mit Einfeld-Halle sowie einem wettkampfgerechten Schul- und Vereinsbades in nachhaltiger Holzrahmenbauweise mit vollständigem Verzicht auf fossile Energieträger und CO2-neutralem Betrieb durch die Kombination einer großen Photovoltaik- mit passender Luft-Wärme-Pumpe[13]

## Auszeichnungen in Architekturwettbewerben
Die nachfolgende Liste enthält ausschließlich 1. Preise bzw. Siegerentwürfe:
- 2006 Hallenbad Oberhausen (Architekturwettbewerb); Bauherr: OGM Oberhausener Gebäudemanagement GmbH[8]
- 2007 Aquapark Oberhausen (Totalübernehmerverfahren mit vorgeschaltetem Planerwettbewerb mit Pellikaan Bau Deutschland), Bauherr: OGM Oberhausener Gebäudemanagement GmbH[14]
- 2009 Zwembad De Vrolijkeit in Zwolle (Niederlande) (Totalübernehmerverfahren mit vorgeschaltetem Planerwettbewerb mit Pellikaan Bouw Niederlande); Bauherr: Gemeente Zwolle[15]
- 2013 Sportkomplex De Waterkanten in Lisse (Niederlande) (Totalübernehmerverfahren mit vorgeschaltetem Planerwettbewerb mit Pellikaan Bouw Niederlande); Bauherr: Gemeente Lisse, ABC Vastgoed[16]
- 2014 Caelo Pharmaproduktion in Hilden (Architekturwettbewerb); Bauherr: C & L, Hilden[17]
- 2015 Sportcomplex Lommel in Lommel (Belgien) (Totalübernehmerverfahren mit vorgeschaltetem Planerwettbewerb mit Pellikaan Bouw Belgie); Bauherr: Optisport Lommel NV / Gemeente Lommel[18]
- 2018 Hallenbad Werdohl in Werdohl (Totalübernehmerverfahren mit vorgeschaltetem Planerwettbewerb mit Pellikaan Bau Deutschland); Bauherr: Bäderbetriebe Werdohl GmbH[19]
- 2021 Blütenbad Leichlingen in Leichlingen (Totalübernehmerverfahren mit vorgeschaltetem Planerwettbewerb mit Pellikaan Bau Deutschland); Bauherr: Bäderbetriebe Leichlingen GmbH[20]
- 2022 Baufeld 1 Heiligkreuzviertel in Mainz (Architekturwettbewerb); Bauherr: Ten Brinke, Bocholt[21][22]
- 2023 Baufeld 16 Heiligkreuzviertel in Mainz (Architekturwettbewerb / Einladungswettbewerb); Bauherr: Ten Brinke, Bocholt[23][24]
- 2023 Fassadenwettbewerb Lubig-Areal in Bonn (Architekturwettbewerb); Bauherr: Ten Brinke, Bocholt[25]
- 2023 Neubau Sportkomplex Mohnweg in Bergisch Gladbach (Totalübernehmerverfahren mit vorgeschaltetem Planerwettbewerb mit Pellikaan Bau Deutschland); Bauherr: Bädergesellschaft der Stadt Bergisch Gladbach mbH[13]

Nominierung:
- 2019 FMZ Leinefelde Finalist buildingSMART international openBIM-Award 2019 in der Kategorie Design[26]

## Gremienarbeit

### Verein Deutscher Ingenieure e. V. (VDI)
- Mitglied im Fachbeirat Architektur seit 2019[27]
- Mitglied des Gremiums Blatt 2552 6, Building Information Modelling Gebäudebetrieb (2015–2019)
- Mitglied des Gremiums Blatt 2552 8, Building Information Modelling Zertifizierung und Ausbildung (2015–2020)[28]
- Mitglied des Gremiums Blatt 2552 10, Building Information Modelling AIA und BAP (2018–2019)

### buildingSMART Deutschland e. V.
- stellvertretender Sprecher des Präsidiums seit 2019[29][30]
- Leiter der Fachgruppe Professional Certification Programm (2017–2020)

## Veröffentlichungen
- BIM. Das digitale Miteinander. Planen, Bauen und Betreiben in neuen Dimensionen. (herausgegeben vom Deutschen Institut für Normung (DIN)) Beuth Verlag, Berlin 2019, ISBN 978-3-410-29152-7.
- (mit Paul Gerrits): Das neue Bauen mit BIM und Lean. Praxisbeispiel eines mittelständischen Bauprojekts der öffentlichen Hand. Beuth Verlag, Berlin mit bSD Verlag 2021, ISBN 978-3-410-29953-0.
- (als Mitautor und fachlicher Begleiter): BIM-Mittelstandsleitfaden (hrsg. vom Bundesministerium des Innern, Bau und Heimat und vom Bundesministerium für Bau-, Stadt- und Raumforschung (BBSR)) ISBN 978-3-87994-297-8.[31]
- (als Mitarbeiter): I. BIM-Handlungsempfehlung für die kommunalen Bauverwaltungen und die kommunale Gebäudewirtschaft in Nordrhein-Westfalen. (hrsg. vom Ministerium für Heimat, Kommunales, Bau und Digitalisierung des Landes Nordrhein-Westfalen) 2021.[32]
- (als Mitarbeiter): II. BIM-Handlungsempfehlung für die kommunalen Bauverwaltungen und die kommunale Gebäudewirtschaft in Nordrhein-Westfalen. Fokus Nachhaltigkeit und Gebäudebetrieb. (hrsg. vom Ministerium für Heimat, Kommunales, Bau und Digitalisierung des Landes Nordrhein-Westfalen) 2023.